# Comício

Vladimir Lenin discursa durante um comício.

Um comício é um ato público onde um político ou um candidato a um cargo político expõe suas ideias ao povo, ou onde membros do povo discutem assuntos de interesse coletivo.

## Etimologia
A palavra vem do termo latino comitium, que designava uma assembleia popular.

## Showmício
Um showmício é um ato público onde um político ou um candidato a um cargo político expõe suas ideias aos eleitores, geralmente acompanhado por artistas musicais para atrair um público maior. Foram proibidos no Brasil pelo Tribunal Superior Eleitoral em maio de 2006.

### Proibição
A realização de showmícios em campanhas eleitorais foi proibida no Brasil em 23 de maio de 2006, com a sanção da Lei n.º 11.300, de 10 de maio de 2006. Esta lei também proibiu o uso de painéis e distribuição de brindes durante campanhas.